# Neiße-Malxetal
Neiße-Malxetal é um município da Alemanha, situado no distrito de Spree-Neiße, no estado de Brandemburgo. Tem 82,57 km² de área, e sua população em 2019 foi estimada em 1.611 habitantes.